# Matnog
Matnog est une localité de la province de Sorsogon, aux Philippines. En 2015, elle compte 41 101 habitants.